# Кармен и Лола
Кармен и Лола (шп. Carmen y Lola) је шпански драмски филм из 2018. године, редитеља Arantxa Echevarría. Изабран је за приказивање у рубрици "Директори Четврт дана на Филмском фестивалу у Кану 2018".

## Радња
Кармен живи у ромској заједници у предграђу Мадрида. Као и свакој другој жени коју је икада упознала, и њој је суђено да живи живот који се понавља из генерације у генерацију: удаје се и подиже што више деце. Али једног дана упознаје Лолу, необичну Ромкињу која сања о факултету, црта птичје графите и воли девојке. Кармен се спријатељи убрзо са Лолом и оне откривају свет који их неизбежно доводи до тога да их породице одбацују.

## Улоге
- Moreno Borja као Пако
- Carolina Yuste као Пакуи
- Rosy Rodríguez као Кармен
- Zaira Romero као Лола
- Rafaela León  као Флор

## Пријем
На агрегатору рецензија Rotten Tomatoes, филм има оцену одобрења од 89%, на основу 19 критика са просечном оценом 6,6 / 10.